# آگوست فورل
آگوست فورل (انگلیسی: Auguste Forel) (۱ سپتامبر ۱۸۴۸–۲۷ ژوئیه ۱۹۳۱) روان‌پزشک و حشره‌شناس اهل سوئیس بود. او به دلیل تحقیقاتش در مورد ساختار مغز انسان و مورچه‌ها شهرت یافت. برای مثال، او را یکی از بنیانگذاران نظریه نورون در دستگاه اعصاب می‌دانند. فورل همچنین به دلیل کمک‌های اولیه خود به جنس‌شناسی و روان‌شناسی شناخته شده‌است. از سال ۱۹۷۸ تا ۲۰۰۰ تصویر فورل روی اسکناس ۱۰۰۰ فرانک سوئیس دیده می‌شد.

### شرح زندگی

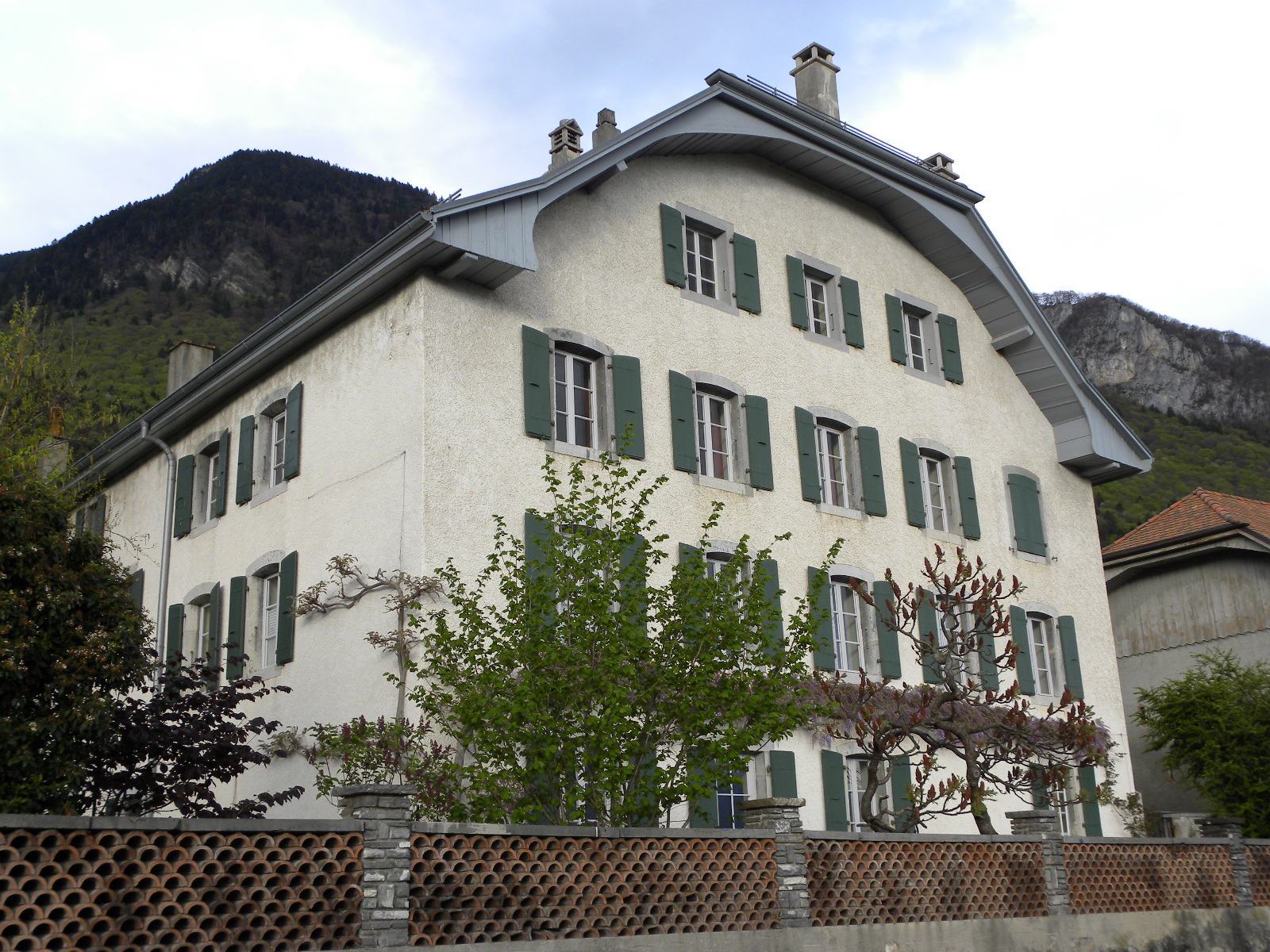
خانه خانوادهٔ فورل در سوئیس

آگوست هنری فورل در سال ۱۸۴۸ در خانواده ویکتور فورل، یک کالوینیست وارسته سوئیسی و پائولین مورن، یک هوگنوت فرانسوی، در ویلای لگاشیوس (به فرانسوی: La Gracieuse) در مورژ (به فرانسوی: Morges) سوئیس، کنار دریاچهٔ ژنو به دنیا آمد و با توجه بسیار در خانواده خود پرورش یافت. در سن هفت سالگی علاقه‌مند به دقت در حرکات حشرات شد. در جوانی فورل توسط عموی بزرگش که حشره‌شناس بود، با تاریخچه طبیعی حشرات آشنا شد. او پس از خواندن کتابی از پیر هوبر به شناختن زندگانی مورچه‌ها علاقمند شد.

### دانشجوئی
او بعد از تحصیل در مدرسه مورژ و لوزان به دانشکده پزشکی در زوریخ رفت. او در زوریخ از آثار برنارد فون گودن (به انگلیسی: Bernhard von Gudden) (۱۸۲۴- درگذشت ۱۸۸۶) الهام گرفت. فورل در سال ۱۸۷۱ به وین رفت و زیر نظر تئودور مِاینرت (به انگلیسی: Theodor Meynert) (۱۸۳۳- وفات ۱۸۹۲) تحصیل کرد اما از تحصیل با ماینر پشیمان شد. در زوریخ با کار برنارد فون گودن (۱۸۲۴–۱۸۸۶) آشنا شد. او در سال ۱۸۷۳ به آلمان نقل مکان کرد تا در آسایشگاه روانی گودن در مونیخ به وی کمک کند. او تکنیک‌های مختلفی را در آناتومی عصبی در این آسایشگاه بهبود داد. از جمله اصلاحاتی هم در طراحی میکروتوم گودن وارد نمود.

## تحقیقات و آثار علمی

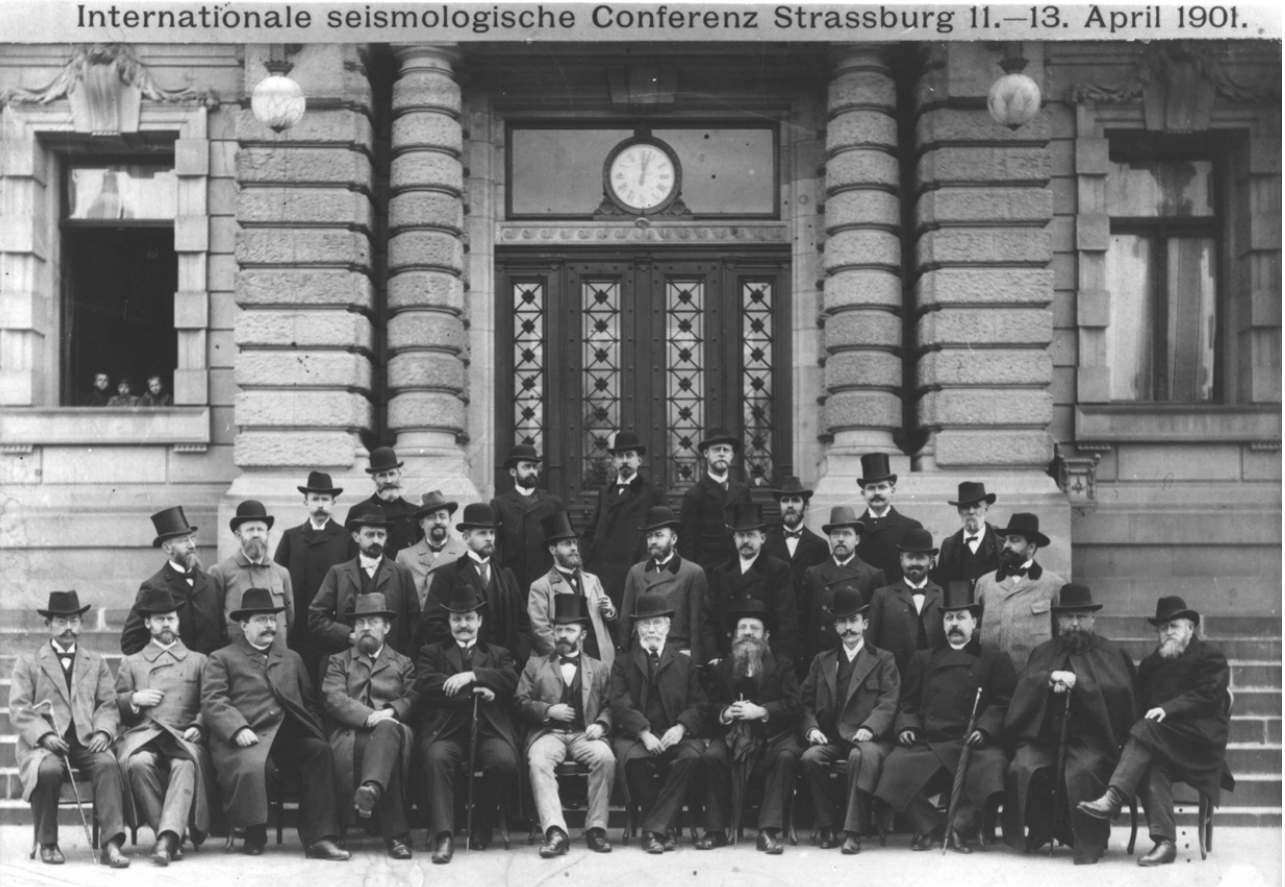
اولین کنفرانس زلزله‌شناسی ۱۹۰۱ با شرکت آگوست فورل

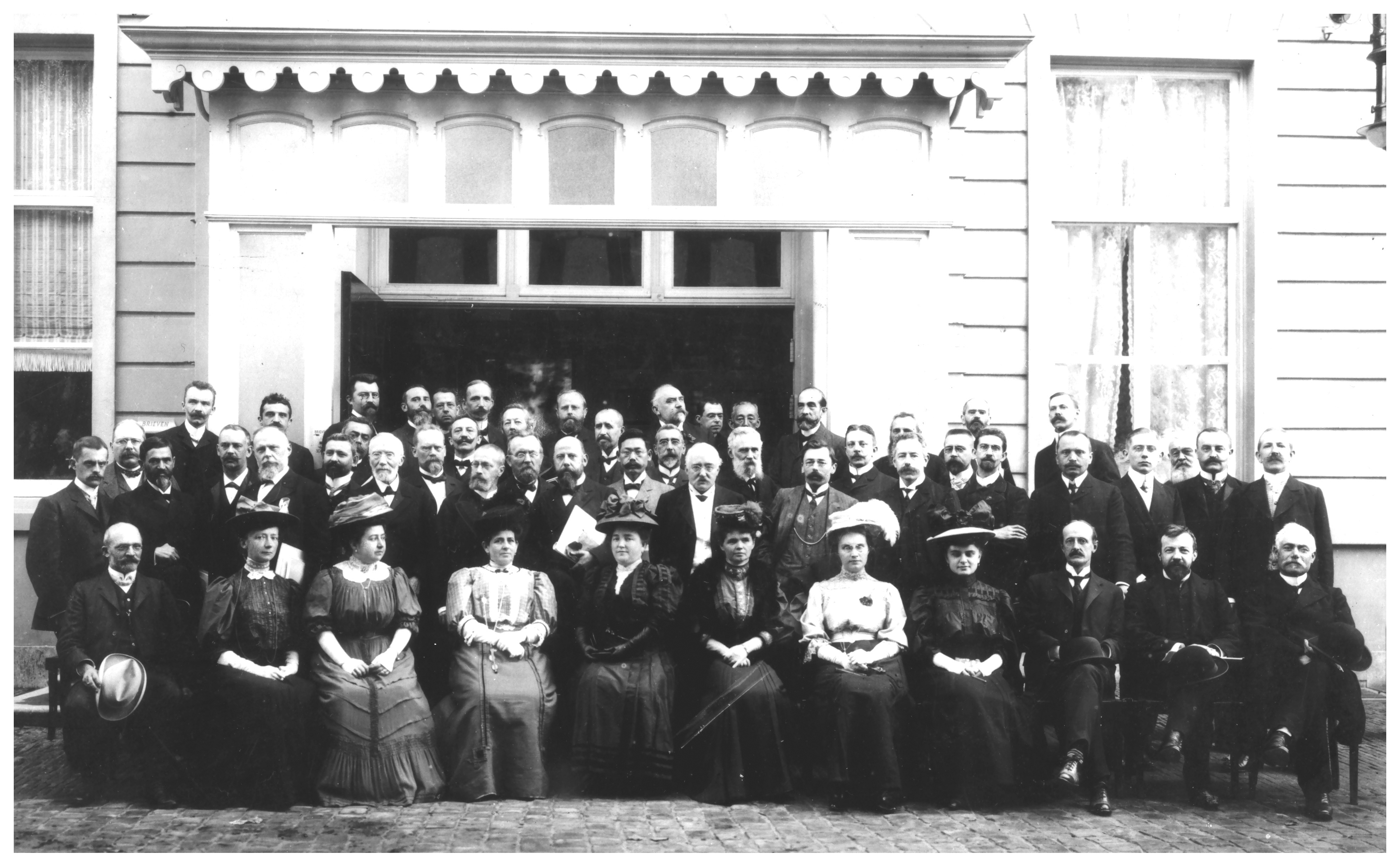
اولین جلسهٔ عمومی انجمن زلزله‌شناسی در هلند با شرکت آگوست فورل به سال ۱۹۰۷

فورل که انسانی متفکر بود با توجه به موضوع‌های مختلف وارد حرفه‌های گوناگون بسیاری شد. در سال ۱۸۷۷میلادی او سازمان هسته ای و فیبریلار ناحیه تگمنتال را توصیف کرد که امروزه به نام پردیس فورلی شناخته می‌شود. او سپس در دانشگاه لودویگ ماکسیمیلیان در مونیخ مدرس شد و در عین حال تحقیقات خود را در مورد مورچه‌ها ادامه داد.

### نظریهٔ نورون
فورل در نتیجهٔ انجام آزمایش‌های زیادی دریافت که نورون‌ها در مغز عناصر اساسی سیستم عصبی هستند. او دریافت که صرفاً از طریق تماس نورون‌ها است که اتصال عصبی عضلانی برقرار می‌شود و نیازی به پیوستن الیاف عضله‌ها به یکدیگر ندارد. این نظریه به تئوری تماس فورل شناخته شد. ویلهلم فون والدایر کلمه «نورون» را پس از مروری بر کار فورل و دیگران ابداع، و در سال ۱۸۹۱ منتشر کرد. والدیر خودش بدون انجام تحقیق‌های شخصی ایده‌های پژوهش گران تحقیقات علمی را جمع‌آوری می‌کرد و آن‌ها را در مجله پر خواننده «هفته نامه پزشکی» منتشر می‌کرد که باعث محبوبیت وی شد. فورل در مورد دستیابی والدیر به شهرت به واسطهٔ تحقیقات شخص او بسیار ناراحت بود. تصور می‌شود این موضوع علاقه فورل را به نوروآناتومی و نورولوژی کم کرده باشد.
فورل اولین بار در سال ۱۸۷۷ ناحیه منطقه نامشخص را در مغز توصیف کرد. او این نام را به عنوان ناحیه ای که هنوز قابل توجیه نبود نامید.
او در سال ۱۸۷۹، به مقام استادی رشتهٔ روان‌پزشکی در دانشکده پزشکی دانشگاه زوریخ انتخاب شد. او همچنین به سمت مدیر موقت آسایشگاه بورگولزلی (Burghölzli) وابسته به بیمارستان همان دانشگاه منصوب شد. در این آسایشگاه او به تنهائی با دو پزشک دیگر ۳۰۰ بیمار را معالجه می‌کردند. در مدت نوزده سال که در آن آسایشگاه کار می‌کرد مقالاتی در مورد جنون، اصلاح زندان، و اخلاق اجتماعی منتشر کرد. آسایشگاهی که با کارکنان فاسد و استانداردهای بسیار ضعیف قبل از فورل اداره می‌شد، با مدیریت فورل به یکی از بهترین آسایشگاه‌های اروپا تبدیل شد.

## مطالعهٔ علمی مورچگان
آگوست فورل نتیجهٔ تحقیقات خود را دربارهٔ مورچه‌های سوئیس در سال ۱۸۷۴ منتشر کرد. 

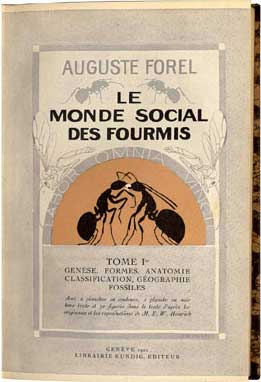
جهان اجتماعی مورچه‌ها

در سال‌های اولیه بیست سالگی خود فورل پس از یک سفر تحقیقاتی به جنوب سوئیس مقاله ای در ۴۵۱ صفحه با عنوان مورچه‌های سوئیس نوشت که برای اولین بار در سه قسمت در یک مجله علمی سوئیس در اوایل سال ۱۸۷۴ منتشر شد. انجمن تاریخ طبیعی سوئیس جایزه شافلی را به مناسبت انتشار این رساله به وی اعطا کرد.[منبع] فورل نسخه ای از این مقاله را هنگامی که در سال ۱۸۷۴ به صورت کتاب منتشر شد برای چارلز داروین فرستاد و داروین کار او را تحسین نمود.[منبع] آکادمی علوم پاریس نیز با اعطای جایزه ثور از فورل برای این اثر مهم تقدیر کرد. محققان علوم طبیعی و اجتماعی این رساله ۴۵۰ صفحه ای فورل را در سال۱۸۷۴ به دلیل اهمیت فرهنگی آن انتخاب کردند و آن را بخشی از پایگاه دانش تمدن دانستند. کتاب مورچه‌های سوئیس از تمجید چارلز داروین برخوردار شد، و چاپ دوم این کتاب در سال ۱۸۹۰ ترجمهٔ انگلیسی آن را به همراه آورد.
ج.ا. هامرتون در سال ۱۹۳۷، در «مجموعهٔ طرح کلی کتاب‌های بزرگ» خود فصلی را با عنوان «حواس حشرات: آگوست فورل» اختصاص داد، و در آن «مقاله عالی در مورد مورچه‌های سوئیس» در سال ۱۸۷۴ اثر فورل را ستود. هامرتون باور داشت که این مهم‌ترین بازده تحقیقات که یک دانش‌جو به تنهائی در روان‌شناسی حشرات انجام داد… همرتون در تحسین فورل گفت او حواس و قوای ذهنی حشرات را سرلوحه مطالعه خود قرار داد. این خود شاید مهم‌ترین سهمی باشد که یک دانش‌جو در روان‌شناسی حشرات ارائه داده‌است. کار او در مورد حشرات در خدمت مطالعه روان‌شناسی انسان بوده‌است و شاید به خودی خود مهم‌ترین شناختی است که یک دانشجو در روان‌شناسی حشرات انجام داده‌است.

### حواس حشرات ۱۸۸۵ (۱۹۰۵)

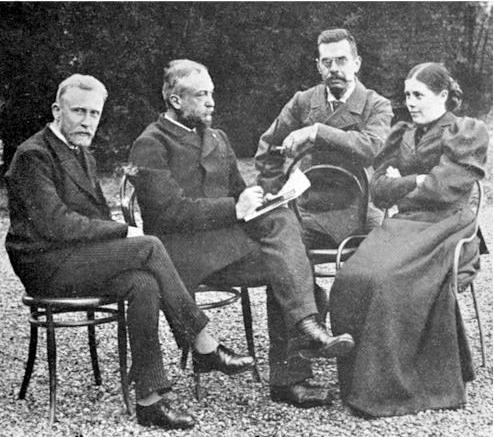
مساعدین فورل

در آزمایشی برای درک بهتر ارتباط بین مورچه‌ها، در سال ۱۸۸۶، فورل آنتن‌های تعداد زیادی مورچه از گونه‌های مختلف را برداشت، و سپس آنها را با مورچه‌های آنتن دار در یک جعبه گذاشت تا رفتار آنها را با یکدیگر مشاهده کند. او دید که مورچه‌های بی آنتن، برخلاف مورچه‌های آنتن دار، نسبت به مورچه‌های دیگر تهاجمی نبودند. این مشاهده نظریه او را تأیید کرد که مورچه‌ها از آنتن‌های خود برای تشخیص دوست از دشمن استفاده می‌کنند. او یافته‌های خود را در سال ۱۹۰۸ در «حواس حشرات» به زبان انگلیسی منتشر کرد. در آزمایشی که در سال ۲۰۱۶ در مجله اسمیتسونیان توضیح داده شد، نویسنده با اشاره به فورل یادآور شد[۱۵] که این آزمایش یکی از مجموعه‌هایی بود که در دهه ۱۸۸۰ انجام شده بود و در آن زمان به زبان آلمانی منتشر شد. ترجمه انگلیسی آن در ۱۹۰۸ شامل نتایج چندین تحقیق منتشر شده قبلی در این زمینه بود.

### دنیای اجتماعی مورچه‌ها (۱۹۲۱)
فورل نقاش معروف حیوانات، اریش دبلیو. هاینریش را در سال ۱۹۱۹، استخدام کرد تا با او بر روی رساله پنج جلدی او به نام دنیای اجتماعی مورچه‌های کرهٔ زمین در مقایسه با انسان کار کند. این پنج جلد در سال ۲۰۲۱ به زبان فرانسه منتشر شد در حالیکه ترجمهٔ انگلیسی آن در سال ۱۹۲۸ انتشار یافت.
مالینوفسکی در مقالهٔ بازبینی طبیعت خود در سال ۱۹۲۴ در مقایسه دنیای اجتماعی مورچه‌ها اثر فورل، با انسان در طبیعت، گفت که قیاس بین جامعه و ارگانیسم به معنای واقعی کلمه از طریق مقایسه جامعه انسانی با جامعه حیوانات، بیشتر تلاش‌های قبلی در جامعه‌شناسی نظام‌مند را گمراه و نابود کرده‌است. او گفت که مقایسهٔ «روابط بین افراد انسانی در جامعه» و سایر موجودات زنده ارزش محدودی دارد. چنین روشی برای تحقیق جامعه‌شناختی و توضیح این تشبیه کمتر از بی‌فایده است.
در سال۱۹۱۴، حشره‌شناس معروف بریتانیایی هوراس دونیستورپ دوست خوب فورل بود که با او در سوئیس اقامت داشت. دیدگاه‌های پرشور سوسیالیستی او اغلب باعث بحث‌های سیاسی بین آن دو می‌شد. هوراس دونیستورپ در مقاله مورچه‌های بریتانیایی: تاریخچه زندگی و طبقه‌بندی آنها، در سال ۱۹۲۷، دونیستورپ گفت: «من باید … به استفاده از مورچه‌ها به عنوان یک سلاح فرضی در مجادلات سیاسی اعتراض کنم. با اشاره به اثر فورل گفت: به نظر من یک اثر حشره‌شناختی ابزار مناسبی برای معرفی هر نوع نظریه سیاسی نیست، به‌خصوص وقتی برای تبلیغ چشمگیر آن‌ها به کار گرفته می‌شود.».

### سایر تحقیقات مورشناسی
در سال ۱۸۹۸، فورل دریافت که مورچه‌ها غذا یا مایعات را دهان به دهان به یک دیگر منتقل می‌کنند.

## میراث
یک نمایشگاه سیّار از آثار و تحقیقات دوران زندگی فورل با عنوان: آگوست فورل - دکتر طبیعت‌گرا و مصلح اجتماعی - در سال ۱۹۸۶ در زوریخ، و دو سال بعد، در برن به نمایش گذاشته شد.. کنراد آکرت، بنیانگذار مؤسسه تحقیقات مغز در زوریخ، فورل را به عنوان یک «الگو» برای محققین علوم دانست. او خدمت‌های فورل را به عنوان یک «مُصلح اجتماعی» و دانشمند «زنده یاد» با صفت عظیم توصیف کرد. در سال ۲۰۰۸، برنارد کوئچنهوف، روان‌پزشک زوریخ، با استناد به نمایشگاه‌های دهه ۱۹۸۰، در مقاله خود در مجله تاریخچه روان‌پزشکی اذعان داشت که از دیدگاه قرن بیست و یکم، «قضاوت آکرت در مورد خدمات فورل باید تجدید نظر شود.» به گفته کوئچنهوف، این نمایشگاه‌ها به اندازه کافی نشان دهندهٔ تمام جنبه‌های زندگی فورل نبودند؛ زیرا در این نمایشگاه‌ها افکار و ایده‌های نژادپرستانه درونی فورل، تحقیقاتش برای اصلاح‌طلبی ژن انسان‌ها، و فعالیت‌های اجتماعی مرتبط با آن‌ها را نادیده گرفته‌اند و از ذکر آن‌ها کوتاهی کرده‌اند. او گفت در حالی که به دنبال جلب توجه خوانندگان به دیدگاه فورل در مورد این موضوعات است، اما به احتمال «خطر یک قضاوت مغرضانه هشدار داد.»
از سال ۱۹۷۸ تا سال ۲۰۰۰ تصویر فورل روی اسکناس هزار فرانک سوئیس ظاهر شد. و مدرسه بین‌المللی فورل به نام او نامگذاری شده‌است.

## زندگی شخصی
فورل خانه خود را مستعمره مورچه‌ها می‌نامید. در حدود سال ۱۹۰۰ فورل با عنوان متخصص اصلاح نژاد شناخته شده بود. فورل در اثر یک سکته مغزی در سال ۱۹۱۲توانائی سمت راست بدنش را از دست داد، اما نوشتن با دست چپ را به خود آموخت و توانست به تحصیل ادامه دهد. پس از شنیدن دربارهٔ آموزه‌های یک دین نوین از داماد خود، آرتور براونز، همسر دخترش مارتا، فورل در سال ۱۹۲۰ به عضویت جامعهٔ بهائی سوئیس درآمد. دیدگاه‌های نژادپرستانه و سوسیالیستی قبلی خود را ترک کرد. و در وصیت نامه خود اقرار به این موضوع شخصی دربارهٔ این تجدید نظر نمود:
این دین حقیقی برای خیر اجتماع بشر است، بدون جزمات یا کشیشان است، که همه انسانها را در این کره زمین کوچک ما متحد می‌کند. من بهائی شدم. امیدوارم که این دین برای خیر و صلاح بشر زنده و رستگار شود. این بالاترین آرزوی من است. امضاء - آگوست فورل،
آگوست فورل یکی از بنیانگذاران مجمع روحانی ملی بهائیان سوئیس بود.

### نامه عبدالبهاء خطاب به آگوست فورال
عبدالبهاء در اواخر عمر خود، در نامه ای که آخرین اثر مهم فلسفی اوست به سؤالات آگوست هِنری فورل در ۲۱ سپتامبر ۱۹۲۱ پاسخ داد. این نامه حامل توضیحاتی در ضرورت منطقی وجود ذهن در انسان به عنوان عامل یکپارچگی همه چیز در بدن، وجود «حقیقت اعظم» عامل اتحاد موجودات بیکران، و وابستگی قوای ذهن با روح انسان می‌باشد. این نامه معروف به لوح آگوست فورال است. عبدالبهاء تفاوت‌های بین جهان‌های معدنی، گیاهی، حیوانی، انسانی، ماهیت معنوی انسان، و دلایل وجود خدا را برای فورل توضیح داد. فورل قبلاً مطمئن به وجود خدا نبود و افکار ضدسرمایه‌داری داشت که با آموزه‌های بهائی متفاوت بود. چند سال بعد ترجمه انگلیسی این نامه توسط شوقی افندی منتشر شد.